# Gunn Jonsson Shabetai
Gunn Jonsson Shabetai, född 1 mars 1939, är en textildesigner och konstnär, huvudsakligen verksam i New York.

## Biografi
Gunn Jonsson Shabetai växte upp i byn Fjällnäs väster om Funäsdalen i Härjedalen. I början av 1960-talet flyttade hon till USA, där en tre decennier lång yrkesbana inom modedesign och formgivning av textil följde.
Under 1960-talet studerade hon modedesign och teckning, tillskärning och drapering vid Fashion Institute of Technology (FIT) i New York. Under slutet av 1960-talet hade Jonsson Shabetai olika anställningar och uppdrag, och designade då bland annat baddräkter, kappor, klänningar och uniformsplagg. 
1971-1978 drev hon butiken Gunn of Sweden på Lexington Avenue i New York. Hon fokuserade där på det egendesignade badmodet. Efter detta följde en period som frilansare, då hon breddade sitt spektrum med couture, handskar samt unika plagg för marknadsföring och för scenen. Till uppdragen hörde bland annat en kostym åt Lauren Bacall till teaterföreställningen Wonderful Town 1977.
Vid 1980-talets början följde studier inom textildesign vid Parson School of Design i New York. Hon började därefter arbeta som frilansande mönstertecknare på uppdrag av framförallt Jackie Peters Design Studio, varifrån mönstren såldes vidare till olika tygproducenter och modehus. Till dem hörde bland andra Perry Ellis, som valde en serie mjuka blomstermönster i pastell till en kollektion. Till hennes egna köpare hörde senare även Ikea och British Airways.
Gunn Jonsson Shabetai arbetade med textildesign fortsatt under hela 1990-talet.
Hennes mönstervärld är mycket omfattande, men här återkommer ofta antika och exotiska referenser, inte sällan i kombination med kontrasterande mönster, såsom djurhudar, i en stil som kan beskrivas som postmodern. Naturalistiska och stiliserade blomstermotiv i klara färger hör även till bilden, liksom motiv av modernistisk karaktär.
Hon är sedan 2001 verksam som konstnär med egen ateljé i Tänndalen, och arbetar som sådan med flera media – akvarell, collage, akryl och blandtekniker.

## Utställningar
Sedan 2001 har Gunn Jonsson Shabetai deltagit i ett flertal samlings- och separatutställningar och arbetat heltid som konstnär. Hon har ställt ut i flera länder, som England, Frankrike, Belgien, Sverige och Spanien. De yrkesverksamma decennierna som textilformgivare i USA presenterades för första gången i utställningen Gunn of Sweden: Design Becomes Art vid Härjedalens Fjällmuseum 2019-2020.
Separatutställningar (urval)
- "Antarktis", Vävstugan i Bruksvallarna, 2007.[5]
- Société Générale, Paris, 2009.
- Galleri La Perla, Los Boliches, Fuengirola, 2012.[6]
- Galleri Loven, Röros, 2012.
- Gunn of Sweden: Design Becomes Art, Härjedalens Fjällmuseum, 2019-07-06--2020-04-30.[7]

Samlingsutställningar (urval)
- Seven Swedish Artists from Paris, Château d'Argenteuil, Waterloo, 2003.
- Maison Suédoise, Cite Universitaire, Paris, 2007.
- Jinete, Carretera La Cala, Mijas Costa, 2012.[4]